# Desa Krajan (administrativ by i Indonesien, Jawa Tengah, lat -7,32, long 109,08)
Desa Krajan är en administrativ by i Indonesien.   Den ligger i provinsen Jawa Tengah, i den västra delen av landet, 280 km öster om huvudstaden Jakarta.